# Ак-Татыр (Баткенская область)
Ак-Татыр (кирг. Ак-Татыр) — село в Баткенском районе Баткенской области Кыргызстана. Административный центр айылного аймака Ак-Татыр.

## География
Село расположено в центральной части области, к западу от реки Исфара, на расстоянии приблизительно 29 километров (по прямой) к юго-западу от города Баткена, административного центра области и района. Абсолютная высота — 1181 метр над уровнем моря.

## Население
Согласно оценочным данным Национального статистического комитета Кыргызской Республики, численность населения села на начало 2023 года составляла 4283 человека.
| год     | 2009 | 2014 | 2015 | 2020 | 2021 | 2023 |
| ------- | ---- | ---- | ---- | ---- | ---- | ---- |
| человек | 2525 | 3373 | 3550 | 4110 | 4351 | 4283 |